# 2月 (旧暦)
旧暦2月（きゅうれきにがつ）は、旧暦（太陰太陽暦）の年初から2番目の月である。
春分を含む月が2月となる。新暦では2月下旬から4月上旬ごろに当たる。
2月の別名は如月（きさらぎ）である。名前の由来は2月を参照のこと。
東洋の太陰太陽暦では月の日数である大小（大月30日、小月29日）が年により異なるため、2月29日までで2月30日は存在しない年もある。
なお、琉球方言では旧暦の2月から、沖縄地方の梅雨入り前までの時期を「うりずん」（「潤い初め」の意味）と呼ぶ。

## 如月の日付
| 西暦         | 朔      | 晦      | 日数 |
| ------------ | ------- | ------- | ---- |
| 2008年       | 3月8日  | 4月5日  | 29日 |
| 2009年       | 2月25日 | 3月26日 | 30日 |
| 2010年       | 3月16日 | 4月13日 | 29日 |
| 2011年       | 3月5日  | 4月2日  | 29日 |
| 2012年       | 2月22日 | 3月21日 | 29日 |
| 2013年       | 3月12日 | 4月9日  | 29日 |
| 2014年       | 3月1日  | 3月30日 | 30日 |
| 2015年       | 3月20日 | 4月18日 | 30日 |
| 2016年       | 3月9日  | 4月6日  | 29日 |
| 2017年       | 2月26日 | 3月27日 | 30日 |
| 2018年       | 3月17日 | 4月15日 | 30日 |
| 2019年       | 3月7日  | 4月4日  | 29日 |
| 2020年       | 2月24日 | 3月23日 | 29日 |
| 2021年       | 3月13日 | 4月11日 | 30日 |
| 2022年       | 3月3日  | 3月31日 | 29日 |
| 2023年       | 2月20日 | 3月21日 | 30日 |
| 2023年（閏） | 3月22日 | 4月19日 | 29日 |
| 2024年       | 3月10日 | 4月8日  | 30日 |
| 2025年       | 2月28日 | 3月28日 | 29日 |
| 2026年       | 3月19日 | 4月16日 | 29日 |
| 2027年       | 3月8日  | 4月6日  | 30日 |
| 2028年       | 2月25日 | 3月25日 | 30日 |
| 2029年       | 3月15日 | 4月13日 | 30日 |
| 2030年       | 3月4日  | 4月2日  | 30日 |
| 2031年       | 2月22日 | 3月22日 | 29日 |